# Кипрегель
Кипре́гель — механический или оптический геодезический прибор, предназначенный для измерения превышений, расстояний, вертикальных углов, графического построения направлений и нанесения их на топоплан ландшафта. Кипрегель входит в состав мензульного комплекта для топографической съёмки местности.

## Описание
Кипрегель обычно включает в себя:
- стойку (колонку);
- зрительную трубу с дальномерными нитями или визир;
- вертикальный круг (лимб) с градусными делениями для определения углов наклона;
- цилиндрический уровень, который используется для нивелирования (как нивелир);
- масштабную линейку отображения съёмочных точек на мензульном планшете.

При помощи кипрегеля визируют съёмочные точки, по нитям дальномера определяют расстояние до точки, по вертикальному углу и расстоянию определяют превышение точки и с помощью линейки наносят на планшет линию на точку и расстояние до неё.
В настоящее время мензульный комплект, включая кипрегель, практически не используется в топографической съёмке, которая обычно выполняется теодолитами и тахеометрами.